# ピョートル・イワシュチン
ピョートル・イヴァーノヴィチ・イワシュチン（ロシア語: Пётр Ива́нович Ивашу́тин；1909年6月5日 - 2002年6月4日）は、ソ連の軍人。24年間（1963年1月～1987年7月）に渡って、ソ連軍参謀本部情報総局（GRU）長を務め、GRUをKGBに並ぶ大諜報機関に発展させた。上級大将。ソ連邦英雄。ベラルーシ人で、ベラルーシ語の正しい姓は、イワシュティチ（Ивашутич）。

## 経歴
ブレスト出身。鉄道員として働いた後、イワノヴォの機械工場の組立工。1931年、赤軍入隊。軍事飛行士学校、N.E.ジューコフスキー名称空軍アカデミーの2つの指揮学部を卒業。1933年12月からモスクワ軍管区第107航空旅団飛行教官、機長。
1939年、全連邦共産党（ボリシェヴィキ党）の決定により、イワシュチンは国家保安機関に送られた。イワシュチン大尉は、第23狙撃軍団特別課長となった。1939年～1940年、冬戦争に従軍し、独ソ戦時、第47軍、南西、第1及び第3ウクライナ戦線の特別課（後のスメルシ）長だった。
戦後、南方軍集団、在独ソビエト軍集団の特別課長、レニングラード軍管区防諜局長を歴任。1952年、ウクライナ・ソビエト社会主義共和国国家保安相に任命され、1956年～1963年、ソ連閣僚会議附属国家保安委員会（KGB）第一副議長。1985年にソ連邦英雄の称号を受けた。

## GRU総局長
イワシュチンのGRU総局長任命は、1962年10月に米CIAと英MI6のためにスパイ行為を働いていたGRUのオレグ・ペンコフスキー大佐が逮捕され、前GRU総局長イワン・セーロフが更迭されたことと関連している。
イワシュチンの就任前、GRUの諜報情報は、報告書の形で国防相に提出されるのが決まりだった。ところが、イワシュチンの在任時のある日、国防相のグレチコ元帥がその報告書をレオニード・ブレジネフ書記長に見せたところ、書記長はこれを気に入り、常に自分のところに持ってくるように指示した。以来、20年以上に渡って、GRUの報告は書記長が目にするようになった。チェルネンコ書記長は、GRUの報告書が国防省内で止まっている時、すぐさま電話をかけるのが常だった。

### HUMINT
1960年代中盤からGRUの活動分野は著しく拡大したが、従来通り、アメリカとその同盟国が主敵とみなされた。当時、アメリカ、イギリス、フランス、スイス、イタリア、ギリシア、スウェーデン、日本、キプロスでエージェントの獲得が活発化し、メキシコにはイリーガルが浸透した。
アメリカでは、米統合参謀本部暗号課長ウィリアム・ヘンリー・ワレン中佐（コードネーム：ドロン）、空軍司令部に勤務していたハーバート・ベケンハウプト軍曹が徴募された。日本では、1970年代末、陸上自衛隊のOB、宮永幸久陸将補が徴募された。英連邦では、ポーツマスの英海軍基地に勤務していたデービッド・ビンゲム少尉、サイモンズタウン南アフリカ海軍基地（南半球における大電子監視基地）副司令ディテル・ゲルハルド大佐が徴募された。
1984年6月10日にアメリカが実施したSDIの枠内における迎撃ミサイル発射実験の結果試料の入手は、GRUの最も成功した作戦の1つと考えられている。当時、ペンタゴンは、対ミサイル・システムへの対抗のためにソ連が莫大な予算を注ぎ込まざるを得なくするために、全世界的に偽情報を流布していた。アメリカ軍は、迎撃ミサイルが目標を撃破できるように、標的にビーコンを設置していた。迎撃ミサイルの発射当日、太平洋上には、数隻のソ連船舶が滞在し、実験情報を追跡していた。偵察艦がウラジオストクに帰港し、入手した情報を処理した結果、実験が捏造されたものであることが明らかになった。

### SIGINT
イワシュチンの直接参加の下で、地上、海上、空中及び宇宙における大電波諜報網が実現した。電波諜報網の中心地は、モスクワ郊外のヴァトゥチンキ町にある電波・衛星通信センターであり、ソ連国内11ヶ所、国外4ヶ所（ルールデス（キューバ）、カムラン湾（ベトナム）、ラングーン（ミャンマー）及びモンゴル）の電波傍受施設からの情報を受信した。ルールデスでは、最盛期に2,100人の専門家が働き、対米諜報の約70%がここから得られた。
ソ連の電波偵察艦隊は、62隻を数えた。「カフカーズ」、「クリミア」及び「ユーリー・ガガーリン」の3隻は、1970年代、イスラエル全土の電波交信と電話会話を傍受していた。

### IMINT
イワシュチンの発議により、1975年、約30日間の滞空が可能な第4世代の偵察衛星が出現した。1980年代初め、その滞空時間は、45日間から55～59日間まで増加した。
軌道操縦ステーション「アルマーズ」（Алмаз）からも、偵察を実施することが試みられた。しかしながら、1978年、GRUは無人システムの方が有利だとの結論を下し、「アルマーズ」計画は中止された。

## 引退
1987年から1992年まで、ソ連国防省監察総監部会に在籍。

## パーソナル
レーニン勲章3個、赤旗勲章5個、赤星勲章3個、二等クトゥーゾフ勲章2個、一等ボグダン・フメリニツキー勲章、一等祖国戦争勲章、三等「祖国に対する貢献に対する」勲章、労働赤旗勲章を受章。